# Districtul München
Districtul München este un district rural (germană: Landkreis) din regiunea administrativă Bavaria Superioară, landul Bavaria, Germania.
Cu cca 320.000 de locuitori este cel mai mare district din Bavaria (după numărul de locuitori). El se învecinează cu nordul, estul și sudul orașului München. Districte adiacente sunt: la nord districtele Dachau, Freising și Erding; la est districtul Ebersberg; la sud districtele Rosenheim, Miesbach și Bad Tölz-Wolfratshausen; la vest districtele Starnberg și Fürstenfeldbruck.

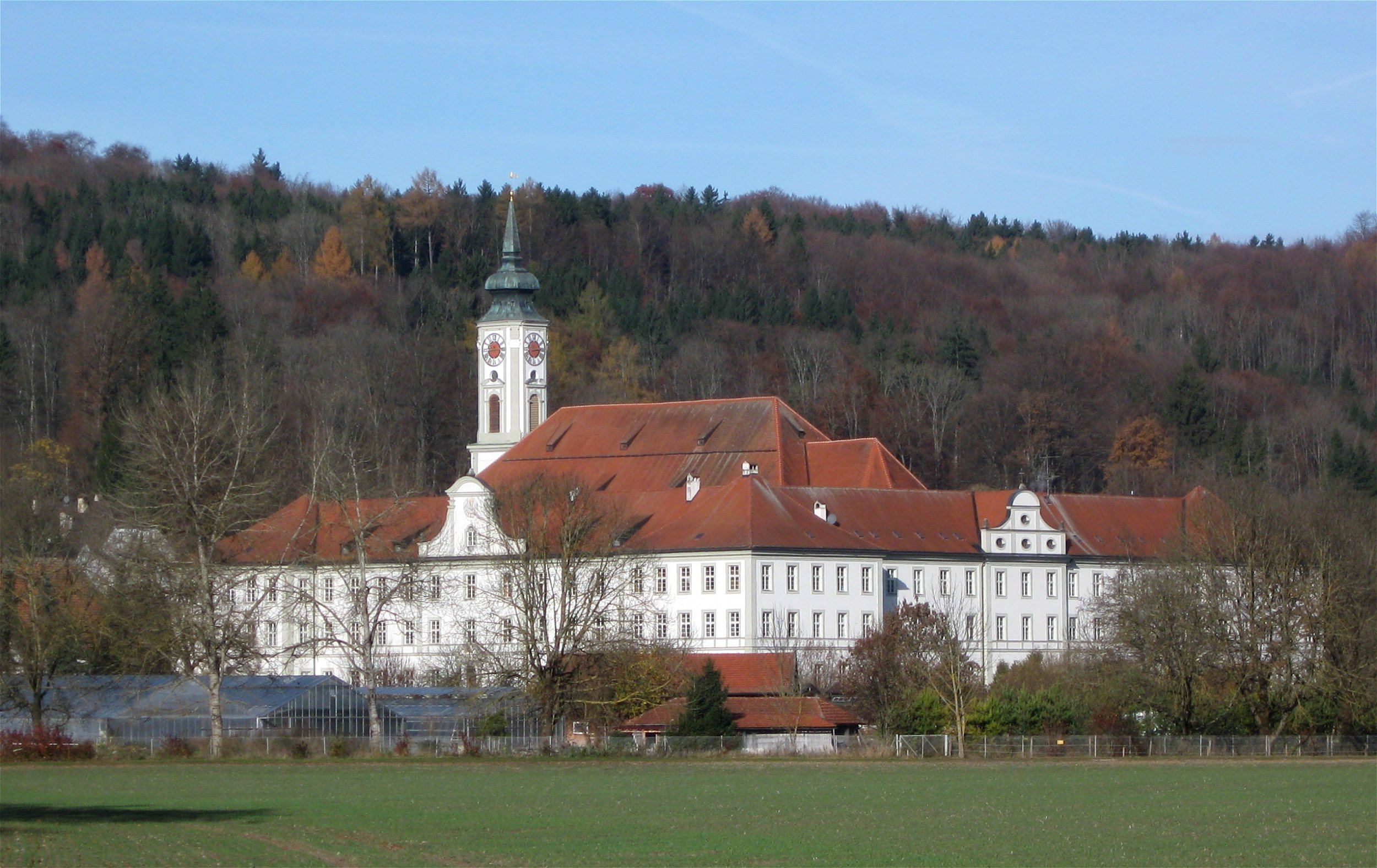
Mănăstirea Schäftlarn

## Geografie-Geologie
Districtul se află în mare parte pe așa-numitul „platou de pietriș” din zona München (Münchner Schotterebene), care este străbătut de râul Isar.
În adâncime se află apă termală, folosită de mai multe comune pentru proiecte de geotermie.

## Orașe și comune
Districtul cuprinde, pe lângă cele 2 orașe și 27 de comune, unele suprafețe care nu aparțin la nici o comună. Acestea sunt compuse în principal din păduri (însumând un total de 123,36 km²), fiind divizate în 6 unități: Forstenrieder Park, Grünwalder Forst, Höhenkirchener Forst, Hofoldinger Forst, Perlacher Forst și Deisenhofener Forst.
| orașe 1. Garching bei München (15.366) 2. Unterschleißheim (29.416) | comune 1. Aschheim (6.639) 2. Aying (4.155) 3. Baierbrunn (2.772) 4. Brunnthal (4.689) 5. Feldkirchen (5.773) 6. Gräfelfing (13.001) 7. Grasbrunn (5.751) 8. Grünwald (10.869) 9. Haar (20.553) 10. Hohenbrunn (8.566) 11. Höhenkirchen-Siegertsbrunn (9.265) 12. Ismaning (14.646) 13. Kirchheim bei München (12.102) 14. Neubiberg (12.785) | 1. Neuried (7.601) 2. Oberhaching (12.297) 3. Oberschleißheim (11.467) 4. Ottobrunn (19.509) 5. Planegg (10.668) 6. Pullach i.Isartal (8.747) 7. Putzbrunn (5.785) 8. Sauerlach (6.089) 9. Schäftlarn (5.404) 10. Straßlach-Dingharting (2.843) 11. Taufkirchen (17.761) 12. Unterföhring (7.500) 13. Unterhaching (21.218) |